# Bhurshut
Le Bhurshut (en bengali ভুরশুট) était un royaume médiéval hindou. 
Le royaume était situé dans les actuels États indiens de Haora et de Hooghly dans le district du Bengale-Occidental. 

## Histoire
Le royaume de Bhurshut s'est développé dans les parties méridionales de la région de Rarh. Il prend le nom de la forte concentration de Bhurisresthis, une communauté de commerçants. Cependant, c'était peut-être le centre principal des brahmanes Rarhi. Il aurait pu être gouverné par un roi Sur pendant la période où l'Empire Pala était en expansion. Différents rois feudataires peuvent avoir régné sur le royaume. Plus tard, il est fait mention, dans le folklore, d'une dynastie Dhibar, peut-être aux XIVe et XVe siècles. Par la suite, la région est gouvernée par une famille brahmane. 
Shanibhangar, le dernier roi Dhibar de Burshut, est vaincu par Chaturanan Neogi de Garh Bhawanipur. Le petit-fils de Chaturanan (par sa fille) Krishna Roy de la famille royale Mukhti de Phulia reprend le règne et établit la dynastie brahmane de Bhurishrestha. Krishnanarayan Ray règne en 1583-1584, à une époque où Akbar est l'empereur moghol. Le Maharaja Rudranarayan (en) Raymukhuty est le dirigeant de Bhurishrestha, qui consolide et agrandit le royaume et le convertit en l'un des royaumes hindous les plus puissants de l'époque. Il rompt l'alliance traditionnelle avec les sultans Pathan d'Odisha, ce qui explique la chute du régime Pathan au Bengale. L'arrière-petit-fils de Krishna Ray, Pratap Narayan Ray, qui gouverne vers 1652–1684, est le plus grand des rois Bhurshut. Il est fait mention de la bravoure exemplaire d'une dame de la famille, communément appelée Roy Baghini, mais il est difficile de l'identifier. Elle s'appelle probablement Rani Bhavashankari (en) Devi.
Dans le Ain-i-Akbari (en), il est mentionné que parmi les trente et un mahals sous Sirkar Suleimanabad, le revenu le plus élevé est gagné par le Basandhari pargana, suivi par le Bhurshut. Aucun autre pargana sous Sirkar Satgaon ou Sirkar Mandaran n'a généré autant de revenus. Le Bhurshut est conquis par Bardhaman Raj (en) au XVIIIe siècle. 
Le royaume de Bhushut avait trois forts à Garh Bhabanipur, Pandua (« Pedo » ou « Pedo Basantapur ») et Rajbalhat. Il n'y a pratiquement aucune trace de ces forts. Il existe encore des endroits appelés Dihi Bhurshut et Par Bhurshitta dans le district de Howrah, de l'autre côté du Dâmodar depuis Rajbalhat. 
Bharatchandra Ray (en) (Raygunakar), poète bengali du XVIIIe siècle, était originaire de Pedo Bhurshut et appartenait peut-être à la famille dirigeante du royaume de Bhurshut.